# Иран на Светском првенству у атлетици у дворани 2014.
Иран је учествовао на Светском првенству у атлетици у дворани 2014. одржаном у Сопоту од 7. до 9. марта. Репрезентацију Ирана на њеном осмом учествовању на светским првенствима у дворани представљало је двоје атлетичара који су се такмичили у трци на 60 метара.,
На овом првенству Иран није освојио ниједну медаљу али је остварен један национални и два лична рекорда.

## Учесници
Мушкарци:
- Хасан Тафтијан — 60 м
- Реза Гасеми — 60 м

## Резултати

### Мушкарци
| Атлетичар      | Дисциплина | Лични рекорд | Квалификације | Квалификације | Полуфинале | Полуфинале | Финале                | Финале       | Детаљи |
| Атлетичар      | Дисциплина | Лични рекорд | Резултат      | Место         | Резултат   | Место      | Резултат              | Место        | Детаљи |
| -------------- | ---------- | ------------ | ------------- | ------------- | ---------- | ---------- | --------------------- | ------------ | ------ |
| Хасан Тафтијан | 60 м       | 6,82         | 6,69 кв, ЛР   | 4. у гр. 2    | 6,67 ЛР    | 6. у гр. 2 | Нису се квалификовали | 19 / 43 (44) |        |
| Реза Гасеми    | 60 м       | 6,60 НР      | 6,58 КВ, НР   | 2. у гр. 4    | 6,62       | 7. у гр. 1 | Нису се квалификовали | 14 / 43 (44) |        |